# قصة شقيقتين
قصة شقيقتين (بالكورية: 장화, 홍련) هو فيلم دراما رعب كوري جنوبي، من إخراج وسيناريو كيم جي وون، وبطولة إم سو جونغ و‌مون غيون يونغ و‌يوم جونغ آه، صدر الفيلم في 13 يونيو 2003.

## الممثلون
- إيم سو جونغ في دور باي سو مي
- مون غيون يونغ في دور باي سو يون
- يم جونغ آه في دور هيو أون جو
- كيم كاب سو في دور باي مو هيون
- لي سونغ بي في دور مي هي (شقيقة أون جو)
- لي داي يون في دور طبيب سو مي
- بارك مي هيون في دور السيدة باي (زوجة مو هيون الأولى ووالدة سو مي وسو يون)
- وو كي هونغ في دور سون كيو (شقيق أون جو)

## الاستقبال
حصد فيلم "قصة شقيقتين" مراجعات إيجابية للغاية. أفاد موقع تجميع المراجعات روتن توميتوز بنسبة موافقة بلغت 86% بناءً على 63 مراجعة، بمتوسط تقييم 7.1/10. وجاء إجماع نقاد الموقع على النحو التالي: «فيلم "قصة شقيقتين" فيلم رعب مؤثر ومثير للقلق، وإن كان مُربكًا في بعض الأحيان، رغم بساطته». ومنح موقع ميتاكريتيك الفيلم 65 من 100، ما يعني مراجعات إيجابية بشكل عام من 19 ناقدًا.
وصف كيفن توماس من صحيفة لوس أنجلوس تايمز قصة شقيقتين بأنها «انتصار للرعب الأنيق والغامض الذي ينجح في ضرب وتر المأساة الشكسبيرية، ويستحضر شعورًا بالدهشة من جديد تجاه كل الأشياء الرهيبة التي يفعلها الناس لأنفسهم وبعضهم البعض».

## روابط خارجية
- قصة شقيقتين على موقع IMDb (الإنجليزية)
- قصة شقيقتين على موقع ميتاكريتيك (الإنجليزية)
- قصة شقيقتين على موقع روتن توميتوز (الإنجليزية)
- قصة شقيقتين على موقع نتفليكس (الإنجليزية)
- قصة شقيقتين على موقع ألو سيني (الفرنسية)
- قصة شقيقتين على موقع Turner Classic Movies (الإنجليزية)
- قصة شقيقتين على موقع أول موفي (الإنجليزية)
- قصة شقيقتين على موقع بوكس أوفيس موجو (الإنجليزية)
- قصة شقيقتين على موقع فيلمافينيتي (الإسبانية)
- قصة شقيقتين على موقع قاعدة بيانات الأفلام السويدية (السويدية)